# قائمة يو-بوت
هذه قوائم خاصة باليو-بوت:
- قائمة غواصات يو بوت
- قائمة فئات يو-بوت من ألمانيا
- قائمة مناطق يو-بوت،ألمانيا خلال الحرب العالمية الثانية
- قائمة أساطيل غواصات يو بوت، ألمانيا
- قائمة يو-بوت لم تطلق، ألمانيا في الحرب العالمية الثانية
- مشاريع غواصات يو-بوت غير مكتملة، ألمانيا في الحرب العالمية الثانية
- قائمة يو-بوت ناجحة، ألمانيا لقتل الحمولة في الحرب العالمية الأولى والحرب العالمية الثانية
- غواصات يو-بوت أجنبية، ألمانيا في الحرب العالمية الثانية
- قائمة غواصات يو-بوت نمساوية-مجرية